# Billisits Alajos Márton
Billisits Alajos Márton, Billisics, Martinus Billisich (Alsópulya, Sopron vármegye, 1736. április 2. – Pécs, Baranya vármegye, 1807.) pálos rendi pap, hitszónok, tanár.

## Élete
A humaniorák végeztével a Pálos rendbe lépett és 1762-ben az ünnepélyes fogadalmat letette. A sátoraljaújhelyi pálos monostorban 1765-66-ban egyházjogot oktatott, Pápán a grammatikai osztályt tanította; innen a mariathali rendházba a bölcselet tanítására hivatott, melyet négy évig teljesítvén, a hermeneutika, azután a dogmatika tanára lett Nagyszombatban 1780–1784-ben. A győri jogakadémián az 1796/1797-es tanévben történelmet, az 1797/1798-as iskolaév első felében pedig magyar történelmet tanított. Végül Pécsett tartózkodott, ahonnan Bécsbe a Szent István ünnepén egyházi beszéd tartására küldték.

## Munkái
Több egyházi szónoklatot tartott magyar nyelven, melyek közül a következő jelent meg nyomtatásban:
- Magyarok első királya, dicsőséges szent István dicsérete. Bécs, 1789